# Philip England
Philip Christopher England (né le 30 avril 1951) est un géophysicien britannique et ancien titulaire de la chaire de géologie du Département des sciences de la Terre de l'Université d'Oxford, dont les recherches portent sur l'évolution, la déformation et le métamorphisme des chaînes de montagnes et le développement des arcs insulaires. Il a largement utilisé les mathématiques appliquées pour modéliser la construction de montagnes, prouvant qu'elles se comportent comme des fluides extrêmement visqueux.

## Jeunesse et éducation
Il est né le 30 avril 1951 . Il étudie la Physique à l'Université de Bristol et obtient un baccalauréat ès sciences (BSc) en 1972 ,. Il part ensuite à l'Université d'Oxford pour entreprendre des recherches en géophysique, obtenant son doctorat en philosophie (DPhil) en 1976 .

## Carrière académique
England commence sa carrière universitaire au Département de géodésie et de géophysique de l'Université de Cambridge : d'abord en tant que chercheur NERC (1977-1979), puis en tant que chercheur IBM (1979-1981). De 1981 à 1986, il est professeur assistant puis professeur associé à Harvard ,. En 1986, il retourne à l'Université d'Oxford où il est maître de conférences en géophysique et élu membre de l'Exeter College, Oxford . En 2000, il est élu à la chaire de géologie . Il est chef du Département des sciences de la Terre de 2004 à 2011 .
Il reçoit la médaille d'or de la Royal Astronomical Society en 2016. Il est élu membre de la Royal Society (FRS) en 1999 .